# Yport

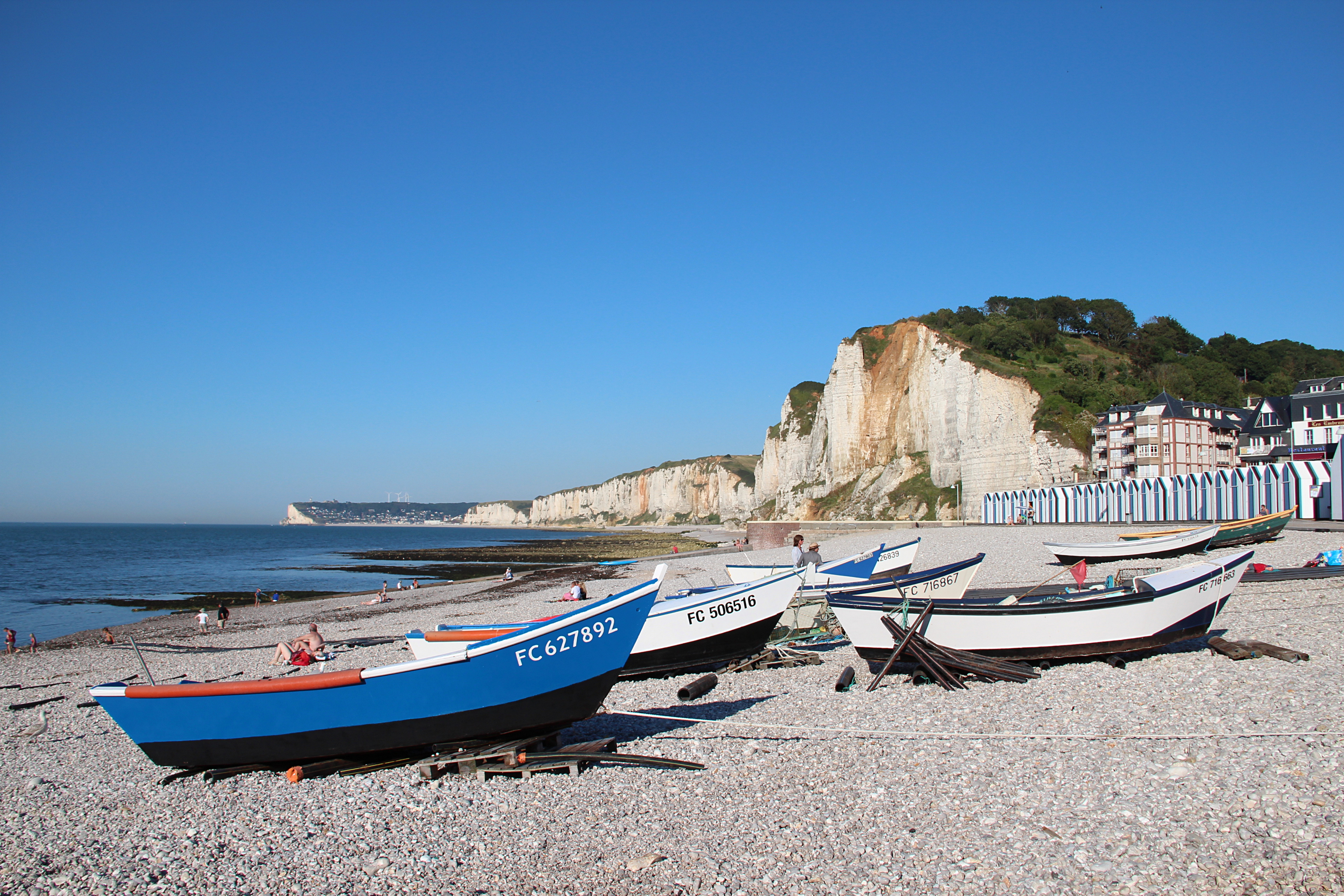

Yport – miejscowość i gmina we Francji, w regionie Normandia, w departamencie Sekwana Nadmorska.
Według danych na rok 1990 gminę zamieszkiwało 1141 osób, a gęstość zaludnienia wynosiła 551 osób/km² (wśród 1421 gmin Górnej Normandii Yport plasuje się na 194. miejscu pod względem liczby ludności, natomiast pod względem powierzchni na miejscu 882.).